# 断罪の花 〜Guilty Sky〜
「断罪の花 〜Guilty Sky〜」（だんざいのはな ギルティスカイ）は、日本の女性歌手、BeForUのメンバー、小坂りゆの3枚目のソロシングルである。

## 解説
2007年5月30日にavex modeより、「CDのみ」「CD+DVD」の2形態で発売された。DVDには「断罪の花 〜Guilty Sky〜」のミュージッククリップが収録されている。小坂りゆのソロシングルとしては、「true...」、「大和撫子魂」に続く3枚目。
この曲は日本テレビ系アニメ『CLAYMORE』のエンディングテーマである。タイアップが決まった後に曲をつくり始め、歌詞を書くにあたって小坂は登場人物のテレサのストーリーに影響を受けたと語っている。またこの作品のファンの1人でもある。

## 収録内容

### CD
1. 断罪の花 〜Guilty Sky〜
作詞：小坂りゆ／作曲：LOVE+HATE／編曲：鳴瀬シュウヘイ、LOVE+HATE、中川幸太郎
  - NTV系アニメ「CLAYMORE」エンディング・テーマ
2. ignore
作詞：小坂りゆ／作曲・編曲：Ryo
3. DANZAI NO HANA 〜Guilty Sky〜
4. 断罪の花 〜Guilty Sky〜  instrumental
5. ignore  instrumental

### DVD
1. 断罪の花 〜Guilty Sky〜 (Music Clip)